# Orientalismo (corrente pittorica)

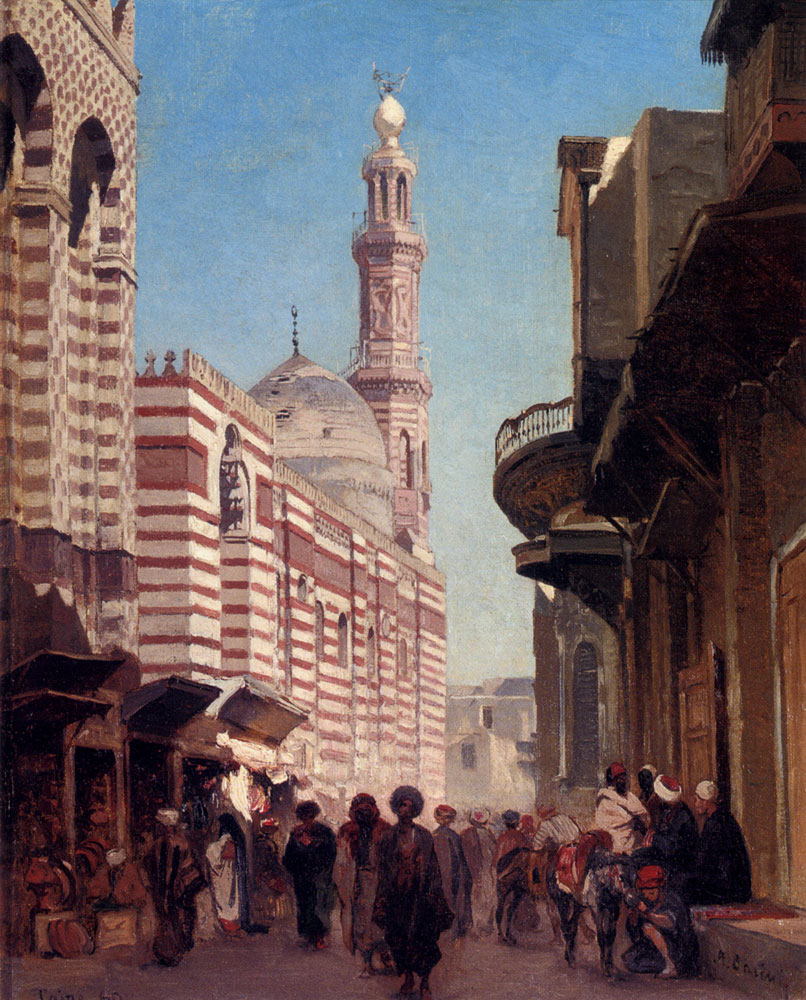
Cairo, dipinto di Alberto Pasini

L'orientalismo è una corrente pittorica, nata in Francia alla fine del Settecento e sviluppatasi poi nell'Ottocento soprattutto in Francia e in Inghilterra, che tendeva a rappresentare ambientazioni e atmosfere tipiche del mondo orientale.
Il movimento nasce nel più ampio contesto di tendenze provenienti dall'esotismo, che hanno influenzato il mondo culturale e artistico dell'Europa, soprattutto fra il Settecento e il Novecento.
La corrente ha inizio soprattutto in Francia, a seguito della spedizione di Napoleone in Egitto del 1798, e si sviluppa poi con crescente interesse anche in Inghilterra e in altri paesi europei, anche a seguito dell'estendersi del colonialismo europeo in Nordafrica e nel Medio Oriente.
I pittori orientalisti, che spesso non avevano mai visitato l'Oriente, tendevano a ritrarre figure, ambienti, scene di vita, del mondo arabo o mediorientale, sempre carichi di fascino, di esotico mistero e frequentemente anche di una certa sensualità, per la tendenza romantica a vedere nel mondo esotico un ambiente libero dalle convenzioni borghesi occidentali.
L'orientalismo non arrivò mai a costituire una vera e propria scuola, e si intersecò, attraverso i suoi diversi esponenti, dal Romanticismo al Post-impressionismo.
Fra i maggiori esponenti dell'orientalismo francese ed inglese, Eugène Delacroix, Jean Auguste Dominique Ingres, Jean-Léon Gérôme, Frederick Arthur Bridgman, Charles Landelle, Addison Thomas Millar, Charles Sprague Pearce, Thomas Frederic Mason Sheard, Maurice Bompard. Etienne Dinet. Tra i belgi si ricorda il nome di Charles Verlat e tra gli olandesi spicca Lawrence Alma-Tadema.

## Orientalisti italiani

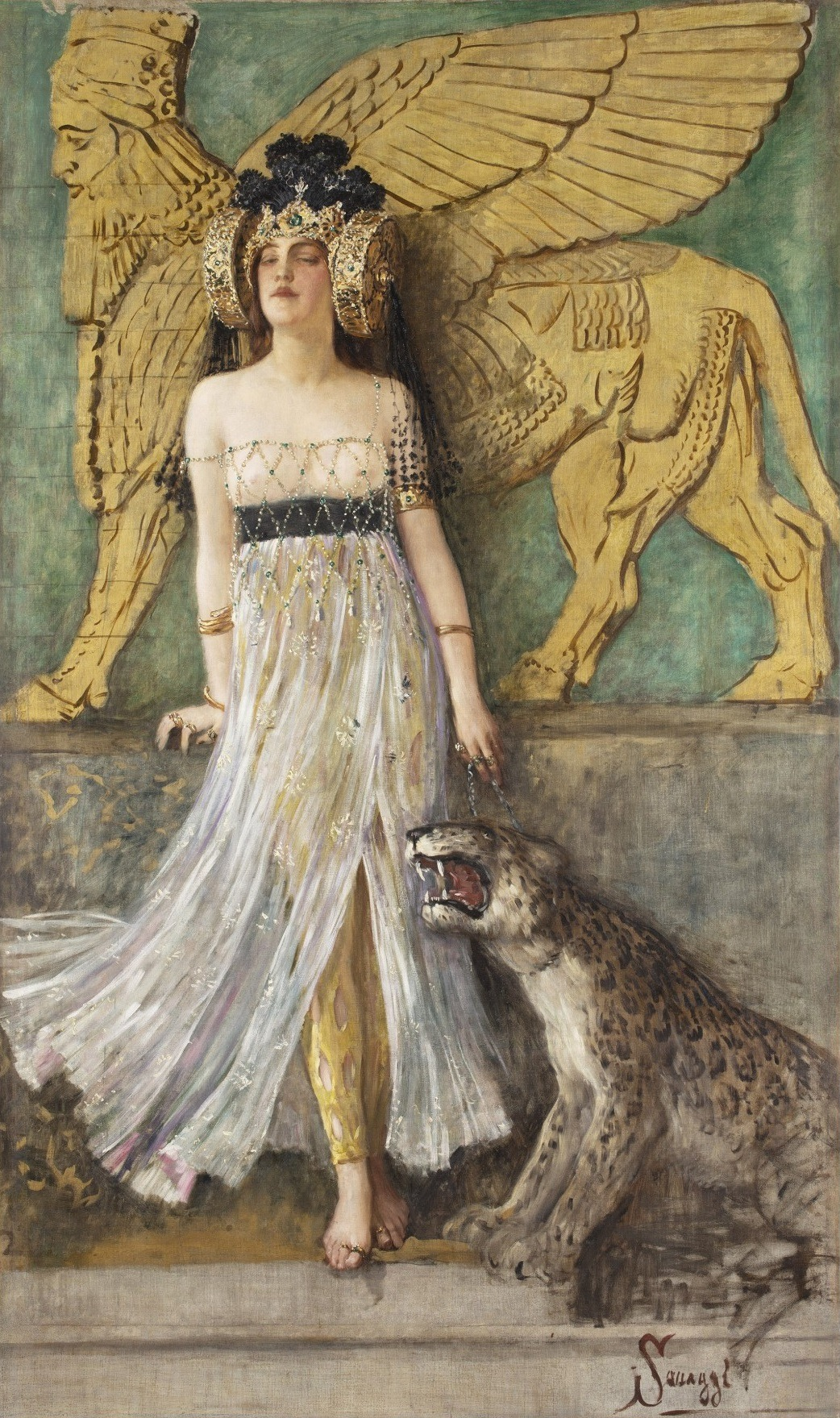
"A Babilonia" - "La regina Semiramide" opera del 1905 del pittore Cesare Saccaggi

Dopo l'insuccesso dell'Amba Alagi e di Macallè, in Italia l'Oriente rimase nella politica, nell'economia, nell'arte. Cesare Biseo dipinse e incise scene cariche di esotismo, con forte gusto cromatico. Si recò in Egitto nel 1869, in occasione della inaugurazione del Canale di Suez, e lì affrescò il Teatro dell'Opera de Il Cairo e il Palazzo del Governo ad Alessandria. Nel 1875, con Edmondo De Amicis e con Stefano Ussi, visitò il Marocco, in qualità di membro di una missione diplomatica italiana. Illustrò i libri di De Amicis Marocco e Costantinopoli. Filippo Bartolini viaggiò in Algeria.
Anche il pittore fiorentino Arturo Zanieri nel 1903, influenzato dal mondo arabo grazie al pittore Stefano Ussi, si reca in Egitto dove realizza diversi ritratti di personalità egiziane di spicco, tra cui Abbas Hilmi, ultimo khédivè d’Egitto dal 1892 al 1914.
Molti pittori, che mai avevano viaggiato in Oriente, dipingevano scene erotiche orientali, ma di pura fantasia, in una atmosfera tardo decadente. I loro quadri incontravano il favore del pubblico, in particolare piacevano agli acquirenti spagnoli e francesi.
Odalische, personaggi tra lo storico ed il mitologico, interni di harem dipinsero Cesare Saccaggi, Pompeo Mariani, Francesco Ballesio, Alberto Pasini il quale fra il 1855 e il 1856, con una missione diplomatica francese, visse alcuni mesi in Persia e visitò la Turchia, la Siria, l'Arabia e l'Egitto, Roberto Guastalla, Giorgio Oprandi che ebbe come mecenate re Fu'ad I d'Egitto, Nazzareno Cipriani e Stefano Ussi. A Firenze Niccolò Cecconi, uscito dall'Accademia al pari di tanti macchiaioli, dipinse nel 1890 il Bagno pompeiano, che sembra un interno di harem, popolato da odalische. Anche a Torino il canavesano Carlo Bonatto Minella, pur senza essere mai stato in oriente, realizzò varie opere a soggetto esotico. Tra i romani, Francesco Coleman, figlio di Charles e fratello di Enrico, trattava con ironia soggetti orientaleggianti; Antonio Gargiullo, seguace di Fortuny, dipinse scene orientali con gradevolezza di colori; Giulio Rosati si era specializzato in soggetti pompeiani e orientali; Giuseppe Signorini dal gusto ancora romantico, fu pittore delicato e gradevole di scene esotiche; Gustavo Simoni alternava scene in costume della campagna romana e soggetti orientaleggiati; Enrico Tarenghi dipingeva ambienti rurali, ma anche esotici, sempre ad acquarello. Ettore Simonetti ambientava le sue odalische tra tappeti persiani, morbidi cuscini damascati, tendaggi e narghilè. Amedeo Simonetti seguì l'esempio dello zio Ettore, di cui fu allievo, e dipinse scene orientali con lirica grazia. Su tutti, esercitava un particolare fascino Mariano Fortuny, al cui intenso cromatismo i pittori romani si ispiravano. Lorenzo Cecconi nel 1904 andò in India, per restaurare dipinti e tornò con disegni e bozzetti, da cui ricavò scene che espose alla I Mostra coloniale. Per questo lo chiamarono, tra i XXV della campagna romana, "Pollo d'India". Camillo Innocenti nel 1925 si trasferì al Cairo e vi rimase fino al 1940, a dirigere la locale Scuola di Belle Arti. Duilio Cambellotti dipinse Le rovine di Cartagine. Ettore Cercone, siciliano ma vissuto nel napoletano, ha dipinto figure orientali dopo un viaggio in Egitto. Fabio Fabbi da Bologna.

## Voci correlate

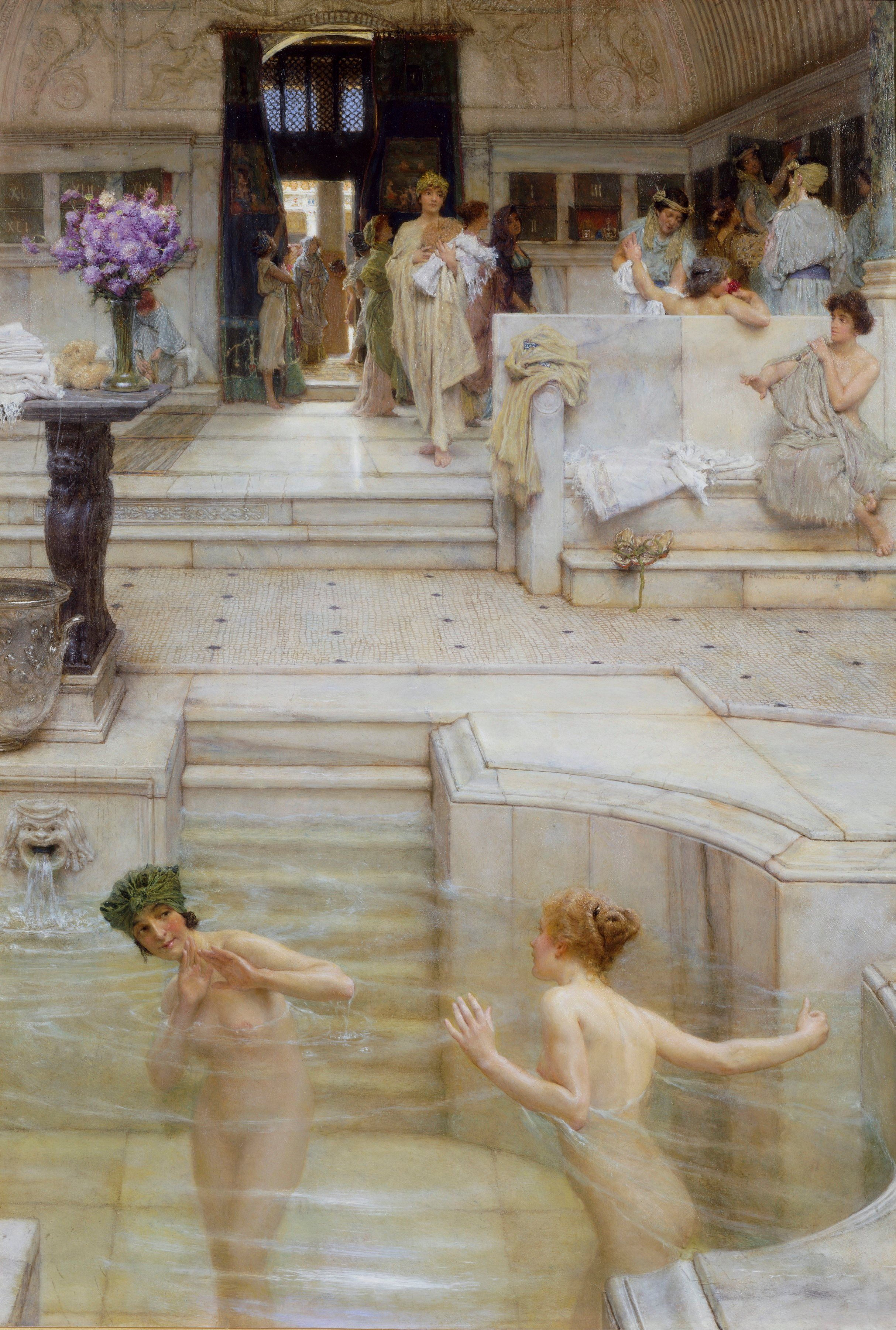
Lawrence Alma-Tadema "L'abitudine preferita" in stile neopompeiano.